# Promptuarii Iconum Insigniorum

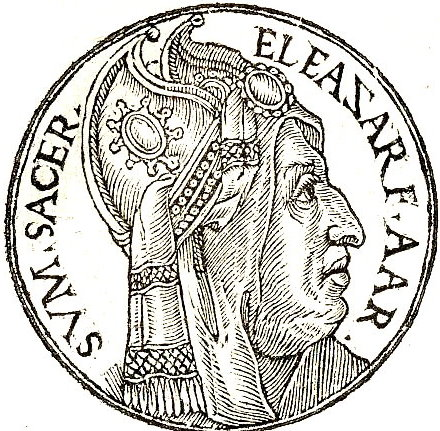
Una imatge a Promptuarii Iconum Insigniorum il·lustrant Eleazar

Promptuarii Iconum Insigniorum (títol complet: Promptuarii iconum insigniorum à seculo hominum, subiectis eorum vitis, per compendium ex probatissimis autoribus desumptis) és un llibre iconogràfic de Guillaume Rouillé. Es va publicar a Lió (França) el 1553. L'obra inclou retrats dissenyats com a medalles, i breus biografies de moltes figures notables. Julian Sharman, autor de The library of Mary Queen of Scots, va afirmar: "Aquest treball s'ha considerat una de les meravelles del primerenc gravat en fusta". El llibre inclou un total de 950 retrats gravats en fusta. Moltes de les figures retratades són d'origen anglès. Les imatges comencen amb Adam i Eva. En el prefaci, l'editor lloa l'obra.